# Borja García Freire
Borja García Freire (Madrid, 2 november 1990) is een Spaans voetballer die doorgaans als vleugelspeler speelt. Hij verruilde Real Madrid in augustus 2015 voor Girona FC.
1 Carlos ·
3 Gutiérrez ·
4 Martínez ·
5 López ·
6 Van de Beek ·
7 Stuani  ·
8 Tsyhankov ·
9 Ruiz ·
10 Asprilla ·
11 Danjuma ·
13 Gazzaniga ·
14 Romeu ·
15 Juanpe ·
16 Francés ·
17 Blind ·
18 Krejčí ·
19 Miovski ·
20 Gil ·
21 Herrera ·
22 Solís ·
23 Martín ·
24 Portu ·
25 López ·
27 Misehouy ·
Coach: Míchel